# Ceraeochrysa sanchezi
Ceraeochrysa sanchezi is een insect uit de familie van de gaasvliegen (Chrysopidae), die tot de orde netvleugeligen (Neuroptera) behoort. 
Ceraeochrysa sanchezi is voor het eerst wetenschappelijk beschreven door Navás in 1924.